# Agrotis albipalpis
Agrotis albipalpis är en fjärilsart som beskrevs av Walker 1865. Agrotis albipalpis ingår i släktet Agrotis och familjen nattflyn. Inga underarter finns listade i Catalogue of Life.